# شهرستان سیو (هوبئی)
شهرستان سیو (به انگلیسی: Sui County) یک شهرستان در چین است که در سویژو واقع شده‌است.